# هیدرات گازی

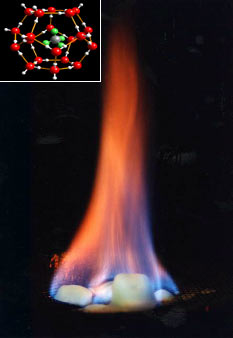
هیدرات گازی متان در حال سوختن

هیدرات گازی(به انگلیسی: Clathrate hydrate) ترکیبی از گازهای سبک مثل متان، اتان یا دی اکسیدکربن است که تحت یک شرایط خاص دمایی و فشاری با مولکول‌های آب ترکیب شده و ماده‌ای شبیه به یخ را تشکیل می‌دهد، که حجم زیادی از گاز را در خود جای داده‌است. نقطهٔ قوت هیدراتهای گازی ظرفیت ذخیره‌سازی بالای آن‌ها می‌باشد، به‌طوری که هر مترمکعب از هیدرات شامل ۱۸۰–۱۶۰ مترمکعب از گاز متان می‌باشد. هیدراتهای گازی در دمای ℃ ۲۰- و فشار اتمسفر نگهداری می‌شوند ودرصورتی که بتوان هیدرات را در فشار بالا(۴۰–۸۰ بار) نگهداری نمود می‌توان دمای آن را تا ۱۸ درجه سانتیگراد بالا برد. امروزه هیدرات گازی به عنوان یک روش برای انتقال گازها، ذخیره‌سازی گازها مورد توجه قرار گرفته‌است. در واقع بعد از کشف خاصیت خود نگهداری هیدرات استفاده از هیدرات جهت ذخیره‌سازی و انتقال گاز به صورت جدی تر مطرح گردید. این خاصیت به هیدرات اجازه می‌دهد که در فشار پائین‌تر از فشار تشکیل آن پایدار بماند. بعد از تشکیل هیدرات در فشار بالا آن را تا زیر صفر درجه سانتی گراد سرد می‌کنند و فشار را به فشار اتمسفر کاهش می‌دهند. در این صورت اگر به آن گرما نرسد (شرایط آدیاباتیک) هیدرات تجزیه نمی‌شود. در واقع جزئی از سطح هیدرات تجزیه می‌گردد و آب به وجود آمده یخ می‌زند و مانند لایه‌ای محافظتی اطراف آن را می‌پوشاند و مانع تجزیه بیشتر آن می‌گردد

## ساختار
هیدرات گازی معمولاً از دو ساختار کریستالوگرافی تشکیل شده‌است - ساختار نوع I و ساختار نوعII که از گروه‌های فضایی {\displaystyle Pm{\overline {3}}n} و {\displaystyle Fd{\overline {3}}m} می‌باشند.
البته به ندرت یک گروه فضایی دیگر مشاهده می‌شود که از نوع {\displaystyle P6/mmm} است .(نوعH)
سلول واحد نوع I شامل ۴۶ مولکول آب است که دو نوع قفس ایجاد می‌کند-نوع کوچک و نوع بزرگ. برای مثال دی اکسیدکربن در هیدرات دی اکسیدکربن و متان در هیدرات متان از این نوع هستند.
سلول واحد نوع II شامل ۱۳۶ مولکول آب است که دو نوع قفس ایجاد می‌کند-نوع کوچک و نوع بزرگ. نوعII از گازهایی مانندN2وO2 تشکیل شده‌است.
سلول واحد نوع H شامل ۳۴ مولکول آب است که سه نوع قفس ایجاد می‌کند - دو نوع کوچک متفاوت و یک نوع بزرگ. برای اینکه هیدرات نوع ۳ به صورت پایدار تشکیل شود لازم است دو نوع بزرگ و کوچک با هم تشکیل شوند. هیدرات‌های نوع ۳ در خلیج مکزیک وجود دارند.

## شرایط تشکیل
تشکیل هیدراتهای گازی به عواملی از جمله وجود آب کافی، وجود هیدروکربنهای سبک به عنوان مواد تشکیل دهنده هیدرات و شرایط مناسب دما و فشار، بستگی دارد. فشار تشکیل هیدرات های گازی وابسته به پارامترهای دما، چگالی مخصوص و ترکیب اجزای آن است. روابط تجربی مختلفی برای تخمین فشار تشکیل هیدرات های گازی در دمای معین، ارائه شده است. در این تحقیق ابتدا این روابط تجربی معرفی و با یکدیگر مقایسه شد و در نهایت به کمک طراحی مدلهایی از شبکه های عصبی و شبکه های نروفازی فشار تشکیل هیدرات تخمین زده شد. علاوه بر این با اضافه نمودن چگالی مخصوص به عنوان یک پارامتر ورودی مستقل در هر دو مدل، کاهش محسوسی در خطا مشاهده گردید. مدل شبکه نروفازی از مدل شبکه عصبی از دقت بیشتری برخوردار بود. در قسمت بعد، به مطالعه ظرفیت ذخیره سازی گاز طبیعی در هیدرات گازی پرداخته شد. در این زمینه نیز تلاش شد تا با طراحی مدلهایی از شبکه های عصبی و شبکه های نروفازی، به تخمین ظرفیت ذخیره سازی گاز طبیعی در هیدرات گازی با حضور فعال کننده های سطحی پرداخته شود. با استفاده از پارامترهای ورودی تاثیرگذار برای طراحی مدلها که شامل مدت زمان ذخیره سازی گاز طبیعی، مقدار فشار گاز طبیعی و غلظت ماده فعال کننده سطحی بود، نشان داده شد که هر دو مدل از دقت بالایی در جهت تخمین ظرفیت ذخیره سازی گاز طبیعی برخوردار می باشند. به کمک مدل های طراحی شده، افزایش مقدار ظرفیت ذخیره سازی گاز طبیعی در هیدرات گازی در حضور مواد فعال کننده سطحی تایید گردید. ماده فعال کننده سطحی sds (سدیم دودسیل سولفات) توانایی بیشتری در مقایسه با ماده فعال کننده سطحی dpg (دودسیل پلی ساکارید گلیکوسید) از خود نشان داد.

## بازدارنده‌ها
مطالعه روی هیدرات‌های گازی از دو منظر ترمودینامیکی و سینتیکی انجام می‌پذیرد. مطالعه ترمودینامیکی شرایط دمایی و فشاری تشکیل هیدرات و مطالعه سینتیکی سرعت تشکیل و رشد کریستال‌های هیدرات گازی را بررسی می‌کنند. در سال‌های اخیر به علت استفاده از بازدارنده هوای ترمودینامیکی در صنعت، توجه مهندسان روی مطالعه ترمودینامیکی هیدرات‌های گازی بوده‌است ولی امروزه با توجه به روند رو به رشد استفاده از بازدارنده‌های سینتیکی (که سرعت تشکیل هیدرات را تحت تأثیر قرار می‌دهند) بررسی سینتیکی تشکیل هیدرات گازی رو به افزایش است. بازدارنده‌های سینتیکی رشد کریستال‌ها و به تله افتادن هیدروکربن‌ها در شبکهٔ کریستالی یخ را به تأخیر می‌اندازند. اثر آن‌ها به این شکل است که روی مولکول‌های آب جذب سطحی می‌شوند و جلوی تشکیل پیوند شیمیایی مولکول‌های گازی با آب را می‌گیرند. معروف‌ترین بازدارنده‌های سینتیکی پلی وینیل پیرولیدین (PVP) , پلی وینیل کاپرولاکتام(PVCAP) , پلی متیل وینیل لاکتامید (VIMA), پلی وینیل والرولاکتام (PVVam) , پلی اکریلو پیرولیدین (PAPYD) و ترکیبی از این پلیمرها می‌باشند. این بازدارنده‌ها هزینه عملیاتی کمتری نسبت به بازدارنده‌های ترمودینامیکی دارند و دوستدار محیط زیست بوده و سمی نمی‌باشند.